# 허연정
허연정(1980년 10월 9일 ~ )은 대한민국의 육상 선수이다. 고양시청 소속으로 2010년 7월 일본 가와사키 슈퍼육상대회에서 2분 04초 78로 23년 만에 여자 800m 달리기 대한민국 신기록을 작성했다.